# Szurovecz Kitti
Szurovecz Kitti (1984. április 9. –) magyar író, újságíró, tévériporter.

## Életrajz
Kommunikációt tanult, még főiskolai hallgatóként kezdte meg pályafutását a Magyar Televízió Navigátor című ismeretterjesztő műsorában, később riporterként dolgozott a Delta című tudományos magazinnál. 2004-től a Sanoma Media Zrt. munkatársa, a Meglepetés magazin újságírója. Sztárinterjúkat, riportokat publikál. Jelenleg rendszeres szerző a Nők Lapja Évszakok, Nők Lapja Psziché és Maxima magazinoknál, valamint a Nők Lapja Cafe-nál. 2010 óta női regények írásával is foglalkozik. A Gyémántfiú trilógia első részéért jelölték a Libri Aranykönyv díjára.

## Könyvei
- Gyémántfiú (Könyvmolyképző Kiadó, 2010, ISBN 9789639708457)
- Smink nélkül (Sanoma Budapest Kiadói Rt., 2010, ISBN 9789639710672)
- Fényemberek 1. – A fény hagyatéka (Könyvmolyképző Kiadó, 2011, ISBN 9789632455471)
- Fényemberek 2. – A fény árnyéka (Könyvmolyképző Kiadó, 2012, ISBN 9789632457024)
- Borostyánkönny – Gyémántfiú 2. (Könyvmolyképző Kiadó, 2012, ISBN 9789632456065)
- Smaragdfény – Gyémántfiú 3. (Könyvmolyképző Kiadó, 2013, ISBN 9789633731970)
- Hópelyhek a válladon (Athenaeum Kiadó, 2016, ISBN 9789632935904)
- A sokszívű (Athenaeum Kiadó, 2017, ISBN 9789632937229)[2]